# Carroll John Daly
Pour les articles homonymes, voir Daly.
Carroll John Daly, né le 14 septembre 1889 à Yonkers, dans l'État de New York, et mort le 16 janvier 1958 à Los Angeles, est un écrivain américain, auteur de roman policier.
Il est considéré comme le père fondateur du hardboiled, sous-genre du roman noir.

## Biographie
Après des études secondaires, il devient, dans les années 1910, figurant, puis projectionniste et, enfin, propriétaire de salles de cinéma, notamment à Atlantic City et dans sa ville natale de Yonkers.
Il se lance dans l'écriture en 1922 et, après deux premiers essais dans la nouvelle psychologique, fait paraître Dolly, une première nouvelle policière, dans le numéro d'octobre 1922 du magazine Black Mask. Dans Le Faux Burton Combs (The False Burton Combs), son deuxième texte publié dans le même magazine en décembre 1922, apparaît un personnage anonyme de dur-à-cuire considéré comme le prototype du héros hardboiled. 
Incluse dans le Black Mask de juin 1923, la nouvelle Les Chevaliers de la Paume ouverte (Knights of the Open Palm) met pour la première fois en scène Race Williams, le détective récurrent le plus connu de Daly, qui précède de quelques mois la création, en octobre 1923, du Continental Op par Dashiell Hammett. Daly a également créé le personnage du « tueur des tueurs », le policier Vee Brown (rebaptisé Vi Brown en France).
Outre plus de 120 nouvelles, Daly publie 17 romans entre 1927 et 1951 et signe, en 1934, le scénario de Ticket to a Crime, réalisé par Lewis D. Collins, avec Ralph Graves et Lois Wilson.

## Œuvre

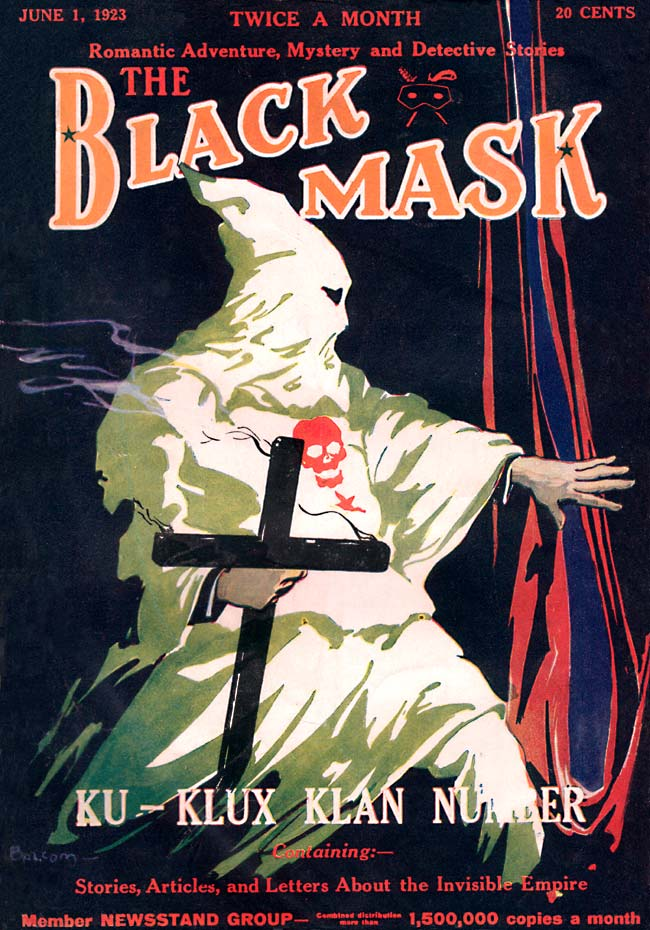
Couverture du pulp Black Mask publié en juin 1923, consacré au Ku Klux Klan, et contenant la nouvelle Les Chevaliers de la Paume ouverte (Knights of the Open Palm), première aventure du détective Race Williams, de l'écrivain Carroll John Daly.

### Romans

#### SérieRace Williams
- Under Cover (1925)
- The Snarl of the Beast (1927)
- The Hidden Hand (1929)
- The Tag Murders (1930)
- Tainted Power (1931)
- The Third Murderer (1931)
- The Amateur Murderer (1933)
- Murder from the East (1935) Publié en français sous le titre L'Espion no 7, adaptation de Charles de Richter, Éditions de France, coll. À ne pas lire la nuit no 98, 1936

#### SérieVee (Vi) Brown
- Murder Won’t Wait (1933)
- The Emperor of Evil (1937) Publié en français sous le titre La Mort noire, adaptation de Charles de Richter, Éditions de France, coll. À ne pas lire la nuit no 103, 1937

#### Autres romans
- The White Circle (1926)
- Man in the Shadows (1928)
- Mr. Strang (1936)
- The Mystery of the Smoking Gun (1936)
- Better Corpses (1940) Publié en français sous le titre Quinze cadavres, traduit par Hubert d'Auriol, Éditions Bordas, 1947
- Murder at Our House (1950)
- Ready to Burn (1951)

### Recueils de nouvelles publiés en France
- Le Septième Meurtre, Paris, L'Ibis, coll. Les Menottes, 1946

### Nouvelles traduites en France
- The False Burton Combs (1922) Publié en français sous le titre Le Faux Buton Combs, dans Les Dur-à-cuire, volume 1, Anthologie de nouvelles réunis par Herbert Ruhm, traduit par Janine Hérisson, Paris, Gallimard, Série noire no 1743, 1979
- Knights of the Open Palm (1923) Publié en français sous le titre Les Chevaliers de la Paume ouverte, dans Mystères 86. Les dernières nouvelles du crime, Paris, Le Livre de poche no 6166, 1986
- The Egyptian Lure (1928) Publié en français sous le titre Le Paradis égyptien, dans Pulp Frictions, Paris, Librairie des Champs-Élysées, Pulp série no 9, 1998
- The Wrong Corpse (1949) Publié en français sous le titre Vous vous trompez de cadavre, dans la Revue Association 813 no 48-49, octobre et décembre 1994

### Scénario
- 1934 : Ticket to a Crime, film américain réalisé par Lewis D. Collins, avec Ralph Graves et Lois Wilson

## Sources
- Claude Mesplède et Jean-Jacques Schleret, SN, voyage au bout de la Noire : inventaire de 732 auteurs et de leurs œuvres publiés en séries Noire et Blème : suivi d'une filmographie complète, Paris, Futuropolis, 1982, 476 p. (OCLC 11972030), p. 101-102.
- Claude Mesplède (dir.), Dictionnaire des littératures policières, vol. 1 : A - I, Nantes, Joseph K, coll. « Temps noir », 2007, 1054 p. (ISBN 978-2-910-68644-4, OCLC 315873251), p. 312-313 (Vee Brown) et 527 (Carroll John Daly).
- Claude Mesplède (dir.), Dictionnaire des littératures policières, vol. 2 : J - Z, Nantes, Joseph K, coll. « Temps noir », 2007, 1086 p. (ISBN 978-2-910-68645-1, OCLC 315873361), p. 1030-1031 (Race Williams).